# 1994 en santé et médecine
| Années de la santé et de la médecine : 1991 - 1992 - 1993 - 1994 - 1995 - 1996 - 1997    |
| Décennies de la santé et de la médecine : 1960 - 1970 - 1980 - 1990 - 2000 - 2010 - 2020 |

Cet article présente les faits marquants de l'année 1994 en santé et médecine.

## Évènements
- Inauguration du Musée de la médecine de Bruxelles[1].

## Décès
- Février : Jean Minne (né en 1902), chirurgien et anatomiste français[2],[3].
- 21 février : Mary Lasker (née en 1900), philanthrope américaine, militante dans le domaine de la santé.
- 17 avril : Roger Sperry (né en 1913), neurophysiologiste américain, lauréat du prix Lasker en 1979 et du prix Nobel de médecine en 1981.
- 10 mai : René Truhaut (né en 1909), toxicologue français.
- 16 août : Émile Letournel (né en 1927), chirurgien orthopédiste français.
- 30 septembre : André Lwoff (né en 1902), microbiologiste français.